# مين هون نا
مين هون نا (بالإنجليزية: Main Hoon Na)‏، بالعربية معناه أنا هنا الآن هو فيلم أكشن كوميدي بوليوودي كتب واخرج بواسطة فرح خان.
وهو أول إنتاج لشركة شاروخان ريد تشيليز إنترتينمنت وهو أول إخراج فرح خان. أصدر الفيلم بتاريخ 30 أبريل 2004 وأخذ تصنيف هيت=Hit في الهند. والفيلم من بطولة شاروخان، سونيل شيتي، سوشميتا سين، زايد خان، أمريتا راو.

## القصة
الجيشَ الهنديَ يَعْملُ على مشروعِ ميلاب - وهو مشروع يهدف إلى انهاء الصراع الطويل بين الهند وباكستان، سيتم اطلاق سراح سجينا هنديا من باكستان وسيتم الإفراج عن السجناء الباكستانيين من الهند، وبلغت الصداقة ذروتها بين البلدين، الجنرال عمار سينغ باكشي والعميد شيكار شارما كلاهما يَتمنّيانِ رُؤية المشروعِ ميلاب يَتحوّلُ إلى حقيقةِ، ومع ذلك، الإرهابي راغافان، وعضو سابقِ في جيشِ الذي فَقدَ مكانَه في الجيشِ لقتله الباكستانيين الأبرياءِ، سوف يَعمَلُ أيّ شئَ لتَوَقُّف هذا المشروعِ - لدية حقدُ ضدّ باكستان مُنذُ أن قُتِلَ ابنِه في كشمير، عندما هاجم راغافان ورجاله الجنرال، أوقفهم الرائد رام برساد شارما، ابن شيكار شارما، ويتم اطلاق النار على شيكار أثناء انقاذ الجنرال، وهو على فراش الموت، يُخبرُ رام بأنّ عِنْدَهُ ابنُ آخرُ سَمّى لاكشمان، أخ غير الشّقيق لرام، وزوجة مادو، وكلاهما تركاه عندما خان زوجته قبل 20 عاما، والنتيجة كان رام، وأمنية شيكار الأخيرة لرام تَوحيد العائلةِ وتَدْفنُ رمادَه مَع لاكشمان ومادو، راغافان يَستهدفُ سانجانا ابنة الجنرالِ باكشي، لذا يُرسلُ رام إلى كُليَّتِها في دارجيلنغ لحمايتها، سَيَتظاهرُ بصفته الطالب الذي يَعُودُ لإكْمال تعليمِه الغير منهيِ، رام يُوافقُ، خصوصاً عندما يَعلّمُ بأنّ مادو ولكشمان يَعِيشانِ في تلك البلدةِ والذي لكشمان أيضاً طالبُ في الكليَّةِ، لكشمان معروف في الكلية باسم لكي، الطالب الأكثر شعبيةً؛ هو أفضل الأصدقاءِ مَع المتصابية سانجنا، وهي تحبه، في باديء الأمر، رام لا يُدركُ بأنّ لكي في الحقيقة أَخّوه، بعد أن علم رام من هو لكي أنقذ حياته، ورام قرر ان يحظى بصداقة لكي وسانجانا، أيضا رام يقع في حُب معلّمة الكيمياءِ الجديدِة، شاندني، الذي تبادلة المشاعر في النهاية، عندما يُرسلُ راغافان أحد رجالِه، خان، لاطلاق النار على صديق سانجانا، رام يوقف خان ويَعتقلُه لإسْتِوْجابه، يَبْدأُ رام بالعَيْش في بيتِ لكي كضيف دافع ويُشكّلُ رابطةَ خاصّةَ بلكي ومادو بينما يَخفي هويتَه الحقيقيةَ، عندما تُتغير سانجانا صورتها المسترجلة، لاكي يدرك بأنّه عاشق لها، يَغْزو راغافان الكليَّة، يَتنكّرُ كمعلّم للاقتراب إلى رام وسنجانا، مادو ولكي يعلمون حول هويةِ رام الحقيقية ويَرْفضانِه مِنْ البيتِ - ويَتْركُ المنزل وهو يُخبرُهم عن موتِ شيكار، عندما يَسْمعُ رام بأنّ راغافان أَخذَ طلبةَ الكُلية كرهينةَ، يُواجهُ عمر، أدرك خان بأن رام كان على حق طوال الوقت، ويقف إلى جانبة، رام استطاع انْقاذ كُلّ شخصِ، بينما راغافان قتل خان عندما علم بخيانتة، يدخل رام وراغافان في معركةِ طويلةِ، وخلالها يَحْدثُ مشروعَ ميلاب بنجاح، رام يَكْشفُ بأنّه أخرجَ الدبّوس من أحد قنابلِ راغافان، بينما يَهْربُ رام بمساعدةِ لكي، راغافان يَمُوتُ في الانفجارِ، رام يتصالحُ مَع لكي ومادو، ويَمْنحُ الأخوانَ أمنيةِ أبّيهم النهائيةِ، أيضاً، لكي يتخرّجُ أخيراً واعتماداتَ النهايةَ تَحْدثُ أثناء كرنفالِ التخّرجَ،

## الأبطال
- شاروخان بدور الميجور رام برساد شارما
- سونيل شيتي بدور راغافان / الميجور راغف دتا
- سوشميتا سين بدور تشاندني (معلمة الكيمياء)
- زايد خان بدور لكشمان برساد شارما الملقب لكي
- أمريتا راو بدور سانجانا باكشي الملقب سانجو
- كبير بيدي بدور الجنرال باكشي
- نصير الدين شاه بدور القائد شيكر شارما
- كيرون كير بدور السيدة مادو شارما
- بيندو بدور السيدة كاكاد
- بومان إيراني بدور مدير المدرسة
- ساتيش شاه بدور البروفيسور راساي
- راخي ساوانت بدور ميني

## شباك التذاكر
'Main Hoon Na' صنف في الشباك التذاكر
- هيت=Hit في الهند
- البلوك باستر=blockbuster في الخارج.

## الموسيقى والأغاني
الألبوم من تأليف انو مالك وعلى هذا فاز للمرة الثانية بجائزة أفضل مدير موسيقي في جوائز الفيلمفير، كلمات الأغاني كتبت بواسطة جافيد اختر.
| الأغنية                      | المغني                                         | المدة | ملاحظات                                                                                            |
| ---------------------------- | ---------------------------------------------- | ----- | -------------------------------------------------------------------------------------------------- |
| "Main Hoon Na"               | سونو نيجام & شريا غوشال                        | 06:03 | تمثيل شاروخان، زايد خان & امريتا راو; تلقى سونو نيغام ترشيحات لجوائز MTV Immies لفئة أفضل مغني ذكر |
| "Tumse Milke"                | سونو نيغام، افتاب سابري & هاشم سابري           | 06:02 | تمثيل شاروخان، سوشميتا سين، زايد خان & امريتا راو; تلقى سونو نيجام عدة ترشيحات                     |
| "Tumhe Jo Maine Dekha"       | أبهيجيت بهاتاشاريا & شريا غوشال                | 05:44 | تمثيل شاروخان، سوشميتا سين                                                                         |
| "Gori Gori"                  | كي كي KK، انو مالك، سونيدهي شوهان & شريا غوشال | 04:31 | تمثيل شاروخان، سوشميتا سين، زايد خان، امريتا راو، سونيل شيتي، بومان إيراني & بندو                  |
| "Chale Jaise Hawayein"       | كي كي KK & فاسوندهارا داس                      | 05:26 | تمثيل زايد خان & امريتا راو                                                                        |
| "Main Hoon Na (Sad Version)" | أبهيجيت بهاتاشاريا                             | 04:18 | تمثيل كل الأبطال ماعدا زايد خان وكيرون كير                                                         |
| "Yeh Fizayein"               | كي كي KK & الكا ياجنك                          | 05:19 | تمثيل كل الأبطال والطاقم خلال النهاية                                                              |
| "Main Hoon Na" (Remix)       | رانجيت باروت                                   | 02:31 | ليست في الفيلم                                                                                     |

## الجوائز
تلقى مين هون نا العديد من الجوائز والترشيحات. والجوائز التي فاز بها علم عليها بالخط العريض:

### جوائز الفيلمفير
- جائزة فيلمفير لأفضل مدير موسيقى – انو مالك.
- جائزة فيلمفير لأفضل ممثل – شاروخان.
- جائزة فيلمفير لأفضل ممثلِ مساندِ – زايد خان.
- جائزة فيلمفير لأفضل ممثلة مساندة – امريتا راو.
- جائزة فيلمفير لأفضل أداء في دور سلبي – سونيل شيتي.
- جائزة فيلمفير لأفضل أداء في دور كوميدي – بومان إيراني.
- جائزة فيلمفير لأفضل مطرب – سونو نيغام.
- جائزة فيلمفير لأفضل كلمات – جافيد اختر.

### جوائز زي سيني
- جائزة زي سيني لأفضل مخرج – فرح خان.
- جائزة زي سيني لأفضل مدير موسيقى – انو مالك.
- جائزة زي سيني أفضل ممثل – شاروخان.
- جائزة زي سيني أفضل ممثلة – سوشميتا سين.
- جائزة زي سينما لأفضل فيلم

### جوائز ستار سكرين
- جائزة ستار سكرين لأفضل موسيقى  – انو مالك.
- جائزة ستار سكرين لأفضل مطرب – سونو نيغام.
- جائزة ستار سكرين لأفضل ممثل في دور مساعد - زايد خان.
- جائزة ستار سكرين لأفضل اكشن - ألان امين.
- جائزة ستار سكرين لأفضل موسيقى خلفية - رانجيت باروت.
- جائزة ستار سكرين لأفضل تصميم الرقصات - فرح خان.
- جائزة ستار سكرين لأفضل كلمات - جافيد اختر.
- جائزة ستار سكرين لتصميم الدعاية - راهول ناندا وهيمانشو ناندا.
- جائزة ستار سكرين لأفضل تسجيل الصوت - شيريش كندر وراكيش رانجان.

## روابط خارجية
- مين هون نا على موقع IMDb (الإنجليزية)
- مين هون نا على موقع نتفليكس (الإنجليزية)
- مين هون نا على موقع ألو سيني (الفرنسية)
- مين هون نا على موقع Turner Classic Movies (الإنجليزية)
- مين هون نا على موقع أول موفي (الإنجليزية)
- مين هون نا على موقع فيلمافينيتي (الإسبانية)
- مين هون نا على موقع قاعدة بيانات الفيلم (الإنجليزية)
- مين هون نا على موقع ليتربوكسد (الإنجليزية)
- مين هون نا على موقع كينوبويسك (الروسية)